# Ivan Franjić
Ivan Franjić, né le 10 septembre 1987 à Melbourne, est un footballeur australien qui évolue au poste de défenseur.

## Palmarès
- Brisbane Roar: 
  - Championnat d'Australie: Champion en 2011, 2012 et 2014
- Sélection nationale d'Australie:
  - Coupe d'Asie des Nations: Champion en 2015
- Melbourne City:
  - Coupe d'Australie: Vainqueur en 2016[1],[2]